# Эльцберг (дворянский род)
Эльцберг, Эльцберги, или Эльтцберг (нем. Elzberg, правильнее Eltzberg, иногда von Eltzberg) — пресекшийся в мужском потомстве бывший российский дворянский род остзейских немцев евангелическо-лютеранского вероисповедания из Курляндии, исторически обитавший в Белоруссии, Латвии, Литве, России.
Род Эльцбергов собственного герба значится в списках шляхты и гербовниках Речи Посполитой.
- Польский майор Эльцберг пал в битве под Чудновом 14 октября 1660 года[2].
- Тадеуш Эльцберг был делегатом на Элекционном сейме 1764 года от Жмудского княжества[3].

Основателем российского рода являлся Роберт Генрихович Эльцберг, получивший право потомственного дворянства при пожаловании его орденом Святого Владимира 3-й степени в 1897 году. Другим членом рода, получившим право на потомственное дворянство, был его старший брат Генрих Егорович Эльцберг, ставший в 1895 году кавалером ордена Святого Владимира 4-й степени. Кроме того, права личного дворянства по «чинам и орденам» имели их отец, братья и племянники. Члены рода не успели оформить права дворянства в Дворянском депутатском собрании и Департаменте герольдии Правительствующего Сената.
Николай Карлович Эльцберг принял по Высочайшему повелению императора Николая II 20 августа 1916 года фамилию «Любимов» и отчество «Николаевич».

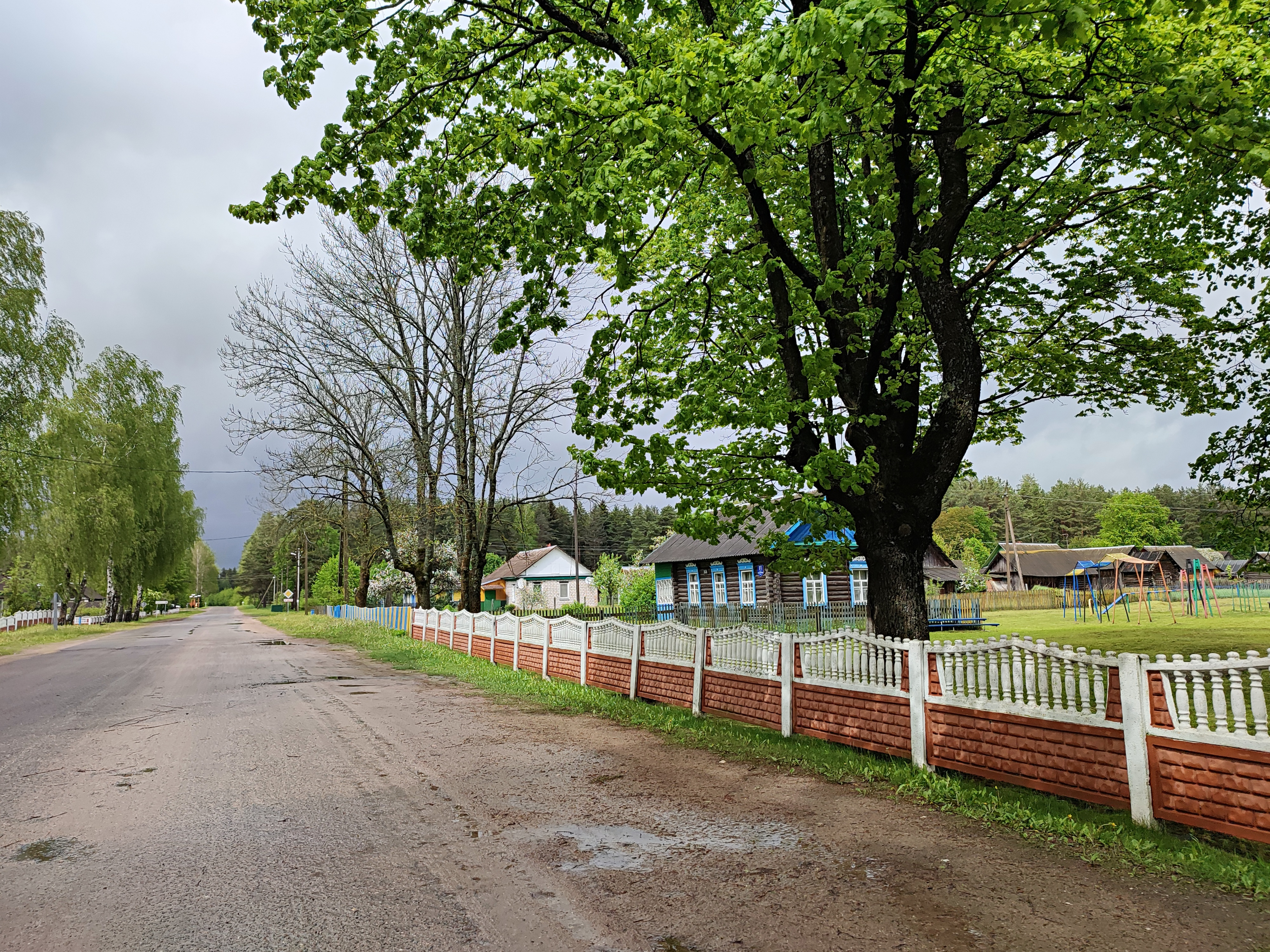
Современный вид агрогородка, бывшего имения Краснополье

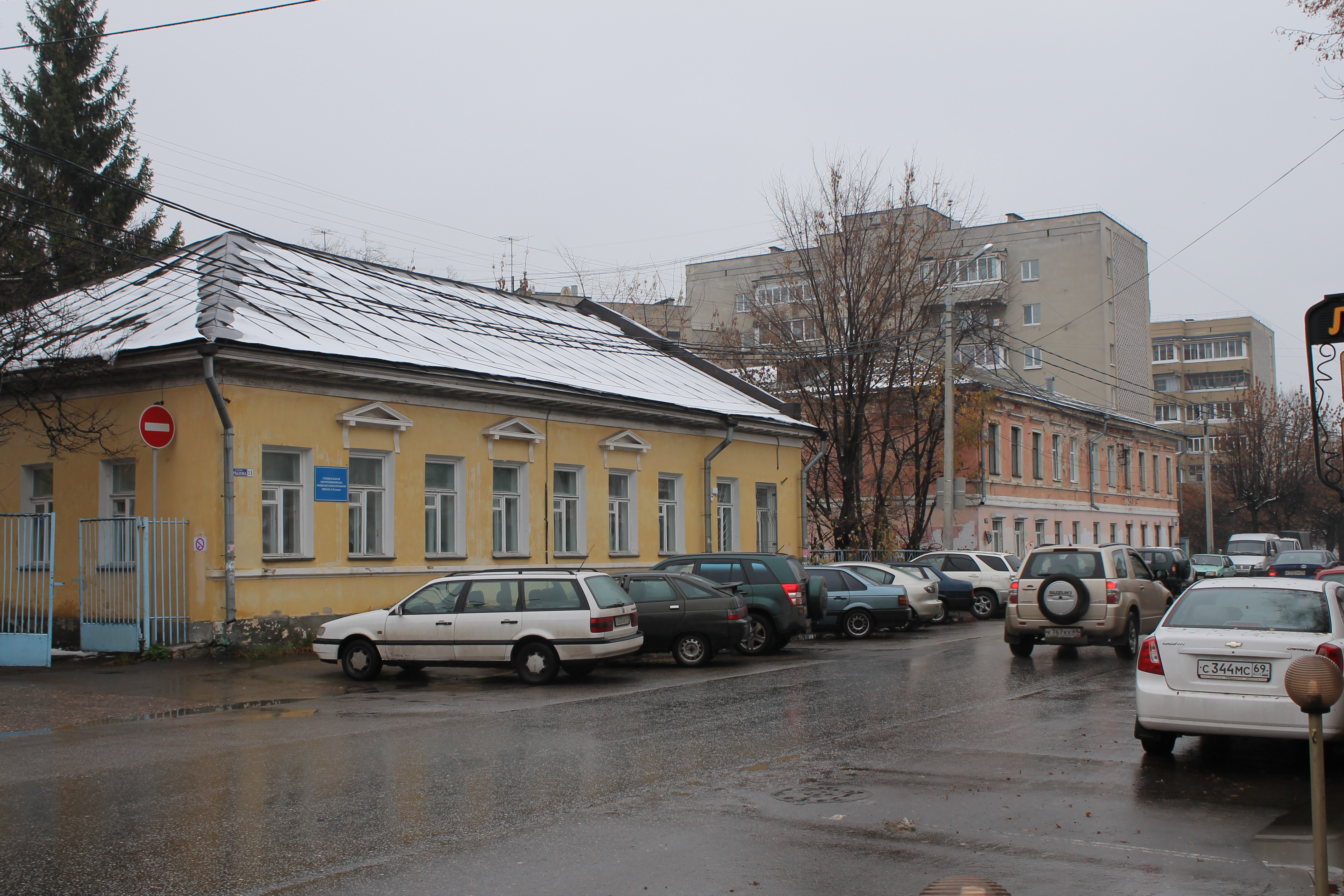
Историческое здание (справа) в Твери по улице Крылова дом 13 в котором проживал Р. Г. Эльцберг с семьёй

## Родословная
Йоханн-Готтлоб (Готтлиб) (Johann-Gottlob (Gottlieb)) Эльтцберг, лесничий Курситенского лесничества (—) ⚭ Элизабет-Мария Раймер (нем. Reimer)
1. Георг-Хайнрих (Georg-Heinrich), лесничий Альшвангенского[6], Андумменского и Рённенского[7] лесничеств, титулярный советник[8], обладатель «Знака отличия беспорочной службы за XV лет»[9] (Курситен 28 августа/8 сентября 1796[10]—1855[11]) ⚭ Оттилия-Катарина Фабиан (нем. Fabian)[12] (Кандау 23 мая/4 июня 1815—Митава 14/27 сентября 1886[13]), дочь Фридриха Фабиана, лесничего Кандаусского лесничества, коллежского секретаря, и Луизы-Каролины Дёллерт (нем. Döllert)
  1. Генрих Егорович (Heinrich-Karl-Theodor (Fedor)) фон Эльцберг[14], лесничий Курляндской губернии, лесничий Альшвангенского и Кольбергского лесничеств, надворный советник, кавалер ордена Святого Владимира 4-й степени, обладатель «Знака отличия беспорочной службы за XL лет», окончил Митавскую мужскую гимназию и Санкт-Петербургский лесной и межевой институт (Андуммен 25 июня/7 июля 1837—) ⚭ Митава июнь 1862 Эмилия (Emilie-Dorothee) Хельман (нем. Hellmann) (Митава 25 марта/6 апреля 1838—), дочь Йоханна-Фридриха Хельмана и Элизабет-Катерины-Марии Стефани (нем. Stephany)
    1. Генрих Генрихович (Heinrich-Otto-Friedrich), доктор медицины, кавалер ордена Святого Станислава 3-й степени[15], окончил медицинский факультет Императорского Дерптского университета[16] (23 марта/4 апреля 1863—)
    2. Оттон Генрихович (Adolf-Otto-Paul)[17], ветеринарный врач 113-го обозного батальона, сверхштатный ветеринарный врач Лифляндской губернии[18], ветеринарный врач Вольмарского уезда, городской ветеринарный врач Либавы[19], участковый ветеринарный врач в Альт-Шваненбурге и Руене, коллежский советник, доктор ветеринарной медицины, (5/18 августа 1869—Рига 1 июля 1942) ⚭ Марта Хирш (нем. Hirsch)[20], урождённая Заккис (нем. Sakkis) (30 мая/11 июня 1879—Фрайзинг 19 января 1945)

  2. Карл Егорович (Георгиевич) (Генрихович)[21] (Karl-Christian-Edmund-August)[22], владелец Краснополья[23][24], лесничий Витебской губернии[25], лесничий Городокского[26] и Полоцкого[27] лесничеств, коллежский советник, обладатель медали «За усмирение польского мятежа», окончил Митавскую мужскую гимназию и Санкт-Петербургский лесной и межевой институт (Рённен 6/18 сентября 1838—) ⚭
    1. Николай Карлович, Николай Николаевич Любимов, заведующий огнестрельными припасами Двинского осадного артиллерийского батальона Усть-Двинской крепости[28], обер-фейерверкер Кронштадтской крепостной артиллерии, надворный советник[29], кавалер ордена Святой Анны 3-й степени[30] и ордена Святого Станислава 3-й степени, пиротехник, окончил Пиротехническую артиллерийскую школу (30 апреля/11 мая 1867—) ⚭
      1. дочь
      2. дочь

    2. Аркадий Карлович, инспектор акцизного управления,

  3. Фердинанд (Ferdinand-Adolph) (Рённен 16/28 февраля 1842—там же 19/31 октября 1851)
  4. Роберт Генрихович (Эрнест-Роберт Генрихович) (Ernst-Robert-Otto)[31], старший лесной ревизор Московской и Тверской губерний, губернский лесничий Олонецкой губернии, управляющий государственными имуществами Вятской губернии[32] [1884][33], лесничий Лаишевского[34] и Царёвококшайского[35] лесничеств, председатель совета старшин Тверского дворянского собрания[36], действительный статский советник[37], кавалер ордена Святого Владимира 3-й степени, ордена Святой Анны 2-й степени, Герой Труда, окончил Митавскую мужскую гимназию и Санкт-Петербургскую лесную академию (Рённен 4/16 ноября 1843—Тверь 1929) ⚭ Казань Ольга Романовна (Olga-Charlotta) Лангель, обладательница нагрудной золотой медали на Аннинской ленте «За усердие»[38] (Казань 1850—Тверь 19 мая/1 июня 1917, умерла от воспаления почек), дочь Роберта (Романа) Андреевича (Robert-Johann-Andreas) Лангеля, экстраординарного профессора кафедры фармакогнозии и фармации медицинского факультета Императорского Казанского университета[39], магистра фармации, почётного мирового судьи Казанско-Царёвококшайского округа[40], почётного члена Казанского губернского попечительства детских приютов, статского советника, кавалера ордена Святой Анны 2-й степени и ордена Святого Станислава 2-й степени[41]
    1. Роберт Робертович (Robert-Heinrich-Julius-Viktor)[42], сотрудник Управления Волжского строительства «Центробумтреста»[43], директор «Троицко-Кондровских писчебумажных фабрик В. Говарда»[44], помощник механика Воткинского завода, инженер-технолог, окончил Санкт-Петербургский технологический институт Императора Николая I, (Казань 1871—Москва 1936) ⚭ 1895 Юлия Константиновна (Julia-Wilhelmina-Katharina) Клафтон[45], окончила Вятскую Мариинскую женскую гимназию (Вятка 1873—Москва 1956), дочь Константина Моисеевича (Мойзесовича) Клафтона, купца 2-й гильдии, и Елизаветы (Элизабет) Фабер (нем. Faber)
      1. Элеонора Робертовна (Eleonora-Magdalena-Olga), (Воткинск 1896—1904, умерла от скарлатины)
      2. Эрна Робертовна (Erna-Julia-Paulina), окончила Московскую консерваторию (Воткинск 26 апреля/8 мая 1898—Москва 1960) ⚭I Сергей Николаевич Бушмарин, старший врач Сибирского запасного саперного батальона, помощник прозектора кафедры физиологии медицинского факультета Императорского Томского университета, кавалер ордена Святого Станислава 3-й степени[46] (—) ⚭II Борис Фёдорович Мельников, архитектор (—)
      3. Виктор Робертович, моторист подводной лодки, краснофлотец Балтийского флота (Троицкое 1905—1941) ⚭
        1. дочь

    2. Лео Робертович (Leo (Leonid)-Robert-Viktor)[47], лесничий Бичинского[48], Муромцевского[49], Пелымского, Табаринского[50] лесничеств, лесничий 2-го разряда, титулярный советник[51], прапорщик, окончил Вятскую мужскую гимназию[52] и Санкт-Петербургский лесной институт[53][54] (22 января/3 февраля 1874—Тара 25 марта/6 апреля 1911) ⚭
      1. Виктор Львович, красноармеец (1908—)

    3. Эмма Робертовна, (—1942) ⚭ Долгушин, студент медицинского факультета Императорского Казанского университета[55] (—Шушенское[56])
    4. Евгений Робертович (Eugen-Waldemar-Theodor), сотрудник Центрального научно-исследовательского института водного транспорта, инженер на строительстве Нижне-Свирской ГЭС[57], инженер-конструктор Балтийского судостроительного и механического завода[58], инженер-механик пароходства «Кавказ и Меркурий», трюмный механик крейсера «Владимир Мономах»[59], преподаватель Донецкого технического железнодорожного училища[60], отставной штабс-капитан, кавалер ордена Святой Анны 3-й степени с мечами и бантом[61], инженер-механик, окончил Императорское Московское техническое училище (1880—Ленинград 1942, умер от голода) ⚭ Тверь 19 апреля/2 мая 1906 (брак расторгнут в Петрограде 1/14 сентября 1915) Валентина Титовна Кульчицкая, член Почвенной комиссии[62] Императорского Вольного экономического общества, учёный-ботаник (Санкт-Петербург 1880—), дочь Тита Кульчицкого, коллежского секретаря
      1. Екатерина Евгеньевна (Санкт-Петербург 21 июля/3 августа 1910—)

    5. Иоганна Робертовна, сотрудник Тверского губернского статистического бюро[63], фармацевт[64], окончила Тверскую Мариинскую женскую гимназию[65] (1882—1969) ⚭ Николай Павлович Голубев[66], (—1934)
    6. Александр Робертович (Alexander-Otto-Eugen), заместитель главного патологоанатома Калининской области, прозектор 1-й Калининской городской больницы[67], начальник санитарного участка Мурманской железной дороги, старший врач 107-го Троицкого пехотного полка, коллежский асессор, кавалер ордена Святой Анны 3-й степени с мечами и ордена Святого Станислава 3-й степени с мечами, врач-хирург, окончил Тверскую мужскую гимназию[68] и Императорскую Военно-медицинскую академию[69][70] (Вятка 17/30 июня 1884—Калинин 31 марта 1942, умер от туберкулёза) ⚭ Тверь 1920 Анна Денисовна Тимофеева, (Тверь 22 сентября/4 октября 1885—Калинин 3 февраля 1973), дочь Дениса Тимофеева, мастера Тверской мануфактуры бумажных изделий
      1. Владимир Александрович, сотрудник «Заготзерно», председатель Тургиновского «Колхоза имени С. М. Кирова», старший лейтенант, агроном, окончил Московскую сельскохозяйственную академию имени К. А. Тимирязева, (Мурманск 23 сентября 1921—Тверь 3 сентября 2004) ⚭ 194 Виктория Васильевна Радченко, старший краснофлотец, инженер-строитель (Старая Меловая 6 ноября 1920—Тверь 25 апреля 2005), дочь Василия Матвеевича Радченко и Полины Ивановны Руденко
        1. Александр Владимирович, инженер-гидрогеолог, окончил Калининский индустриальный техникум (Калинин 16 октября 1947—Тверь 28 марта 2015) ⚭ Калинин 1978 Галина Анатольевна Нечаенко, урождённая Шаляпина, инженер-строитель, окончила Калининский индустриальный техникум (Калинин 8 сентября 1952), дочь Анатолия Шаляпина, полковника в отставке
        2. Наталья Владимировна, химик (Калинин 1955) ⚭
        3. Марина Владимировна, (Калинин 1955—Тверь 2020) ⚭

      2. Роберт Александрович, заведующий лабораторией в Калининском политехническом институте, заместитель начальника военной кафедры Сибирского технологического института, заместитель командира полка, полковник в отставке, инженер-химик, окончил Калининское военное училище химической защиты РККА — Саратовское военное пехотное училище и Военную академию химической защиты имени К. Е. Ворошилова (Петрозаводск 21 августа 1923—Осинки 7 марта 2004) ⚭I Калинин 28 мая 1946 Лидия Емельяновна Короткова[71] (Лидия Николаевна Трупчанинова), сотрудница «СибцветметНИИпроекта», Новосибирского завода редких металлов № 2, младший инженер-лейтенант, инженер-химик, окончила Московский институт тонкой химической технологии имени М. В. Ломоносова (Иркутск 7 октября 1922—Волжский 31 мая 2010), дочь Николая Игнатьевича Трупчанинова и Марии Ильиничны Трынкиной[72], лейтенанта государственной безопасности ⚭II Калинин 1969 Нина Александровна Лебедева, ассистент кафедры детских болезней лечебного факультета Калининского медицинского института[73], кандидат медицинских наук[74], врач-педиатр, окончила Казанский медицинский институт (Новгород 21 августа 1920—Осинки 1 декабря 2009), дочь Александра Александровича Лебедева, бывшего священника
        1. Елена Робертовна, (Вальденбург 1 марта 1947) ⚭
        2. Мария Робертовна, инженер-электрик, окончила Красноярский политехнический институт (Новосибирск 24 июля 1960—Домодедово 20 ноября 2020) ⚭

    7. Ольга Робертовна, лаборант 1-й Калининской городской больницы, преподавательница географии и космографии Тверской Мариинской женской гимназии[75][76], преподавательница Осташковской женской гимназии[77], окончила Высшие женские естественно-научные курсы и Санкт-Петербургский женский медицинский институт (—1950)
    8. Павел Робертович, сотрудник А. А. Микулина, член «Всесоюзной ассоциации инженеров», инженер, окончил Императорское Московское техническое училище (1886—Москва) ⚭ 18/31 июля 1912[78] Анна Ефимовна (Евфимиевна) Остапова[79], окончила Тверскую Мариинскую женскую гимназию (Торжок 1890—)
      1. Юлия Павловна, (—) ⚭ Попов, (—)

    9. Юлия Робертовна, (—)

  5. Густав (Gustav-Hermann-Georg) (Рённен 20 января/1 февраля 1845—)
  6. Эмма (Emma-Ottilie-Johanna) (Рённен 21 марта/2 апреля 1846—Гросс-Эккау 29 июля/10 августа 1875) ⚭ Митава 5/17 февраля 1867[80] Рудольф (Rudolph-Conrad-Albert) Шульц (нем. Schulz)[81], пастор в Гросс-Эккау (Митава 19/31 декабря 1837—15/27 октября 1906), сын Рудольфа Шульца[82]
  7. Густав Генрихович (Gustav-Heinrich-Georg)[83], делопроизводитель управления государственных имуществ Олонецкой губернии[84], надворный советник, (Рённен 31 июля/12 августа 1847—) ⚭ 1909 Александра Ивановна Подкопаева, (1879—)
  8. Елена (Helene-Catharina-Natalie) (Рённен 31 июля/12 августа 1847—там же 28 сентября/10 октября 1851)
  9. Луиза (Louise-Friederice) (Рённен 27 мая /8 июня 1849—там же 30 сентября/12 октября 1851)
  10. Агнесса (Agnesa-Emma) (Рённен 20 июля/1 августа 1851—)
  11. Луиза (Louise-Adolphine-Helene-Elise) (Рённен 12/24 марта 1853—Митава 31 июля 1921) ⚭ Митава 1875[85] Эдуард Георгиевич (Eduard-Georg) Ульман (нем. Ullmann)[86], владелец компании «G. S. Ullmann Bier-Brauerei» в Митаве, Митавский городской голова[87], член управы и гласный городской думы, почётный мировой судья Митавско-Бауского округа[88], член «Балтийской конституционной партии»[89], инженер-технолог, окончил Рижское политехническое училище и Высшую техническую школу в Штутгарте (Митава 15/28 мая 1849—там же 7 июня 1929, похоронен на кладбище при Церкви Святой Троицы в Митаве), сын Георга (Georg-Samuel) Ульмана и Ангелики (Angelika-Meta-Iphigenie) Панцер (нем. Panzer)
  12. Фёдор Генрихович (Августович) (Theodor (Fedor)-August-Edmund), старший помощник надзирателя акцизного управления Лифляндской губернии, заведующий Рижским Казённым очистным винным складом[90], окружной надзиратель акцизных сборов IV-го (Себежского) округа[91] Витебской губернии, надворный советник, кавалер ордена Святого Станислава 2-й степени[92] и ордена Святой Анны 3-й степени[93], окончил Митавскую мужскую гимназию (Крутен 10/22 мая 1855—Рига 8 апреля 1921[94], похоронен на кладбище при Церкви Святого Мартина в Риге) ⚭ Либава ноябрь 1884 Ина (Ina-Wilhelmine-Auguste) Хуфф (нем. Huff) (—)
    1. Анатолий (Anatol) (Рига 1886—там же 19/1 мая 1898, умер от тифа, похоронен на кладбище при Церкви Святого Мартина в Риге)
    2. Луиза (Louise) (Рига 1898—)
    3. Курт-Бруно (Kurt-Bruno) (Рига 24 октября/6 ноября 1902—)
2. Карл Петер Вильгельм (Karl (Carl)-Peter-Wilhelm) (Митава 1/12 апреля 1799[10]—) ⚭

## Галерея

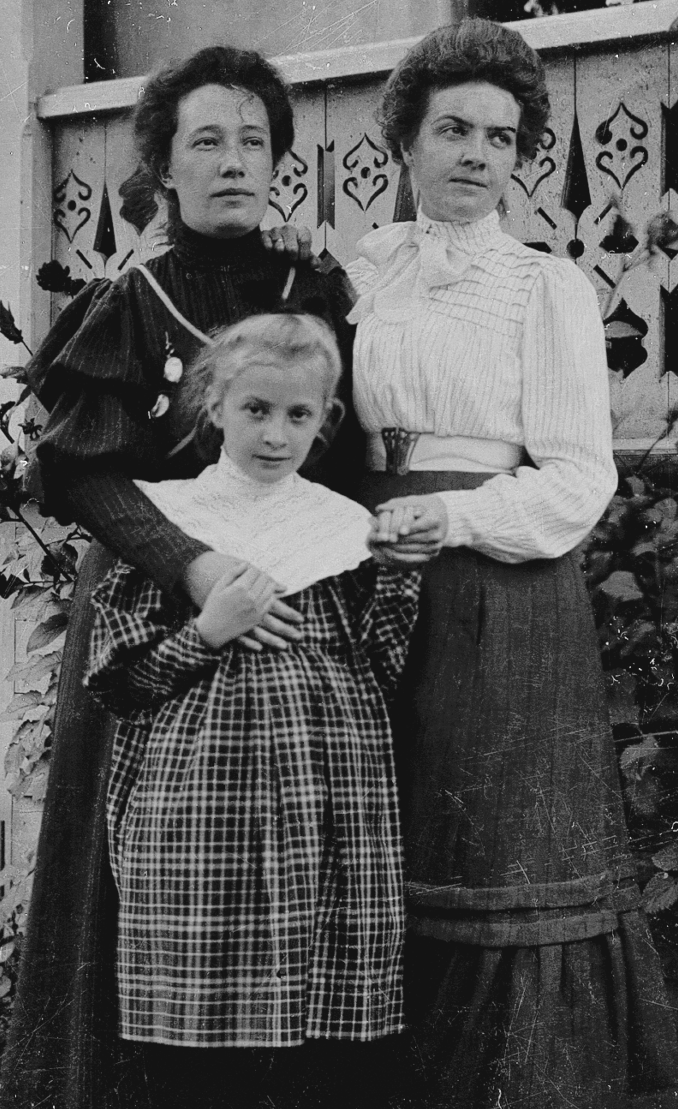
Иоганна Робертовна, Юлия Константиновна (урождённая Клафтон) и Эрна Робертовна Эльцберг. Тверь, 10 (23) июля 1906 года. Фотография из частного архива.
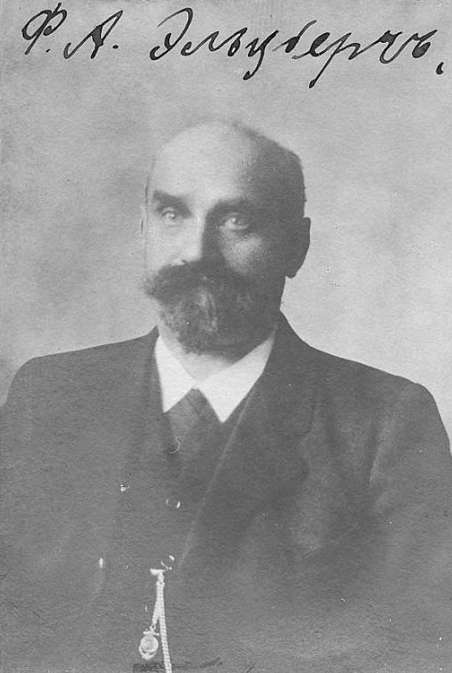
Фёдор Генрихович Эльцберг. Рига, 1906 год. Фотография из собрания Латвийской национальной библиотеки.